# 4514 Vilen
4514 Vilen је астероид главног астероидног појаса са средњом удаљеношћу од Сунца која износи 2,343 астрономских јединица (АЈ).
Апсолутна магнитуда астероида је 13,4.